# Dolňácko

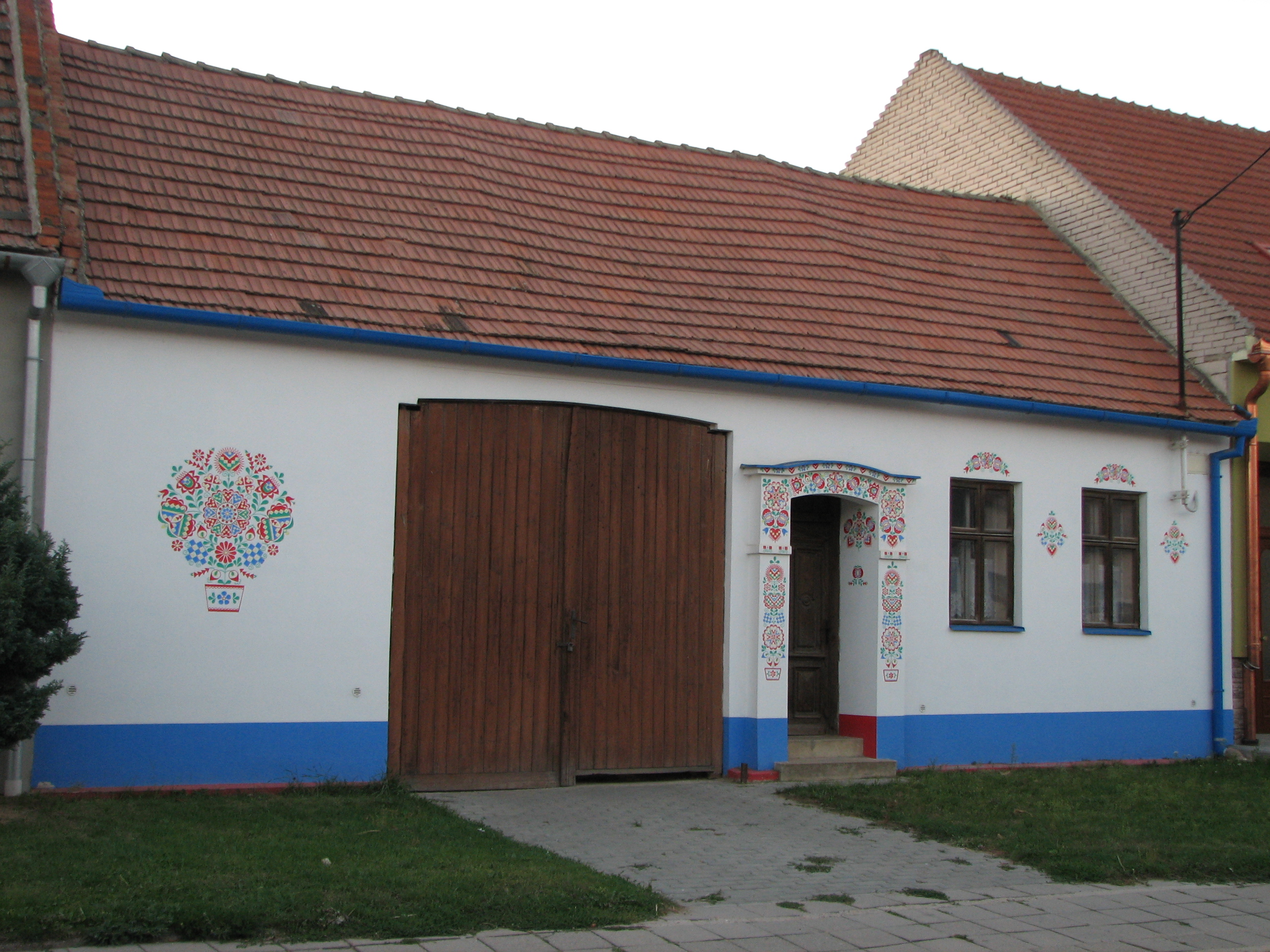
Původní lidový dům ve Svatobořicích

Dolňácko je etnografický subregion na jihovýchodní Moravě. Jedná se o „dolní“ (tedy u řeky Moravy ležící) část Slovácka. Zahrnuje oblast mezi Napajedly a Hodonínem včetně přilehlých podhorských území na levém břehu Moravy. Název tohoto regionu vznikl pravděpodobně až v období mezi světovými válkami, dnes však již je vžitý.
Oblast je typická svou původní lidovou architekturou a kroji, zvyky a uměleckou tvorbou.
Mezi obce, o nichž se zpívá v místních lidových písních, patří Zarazice (V Zarazicách krajní dům), Mistřín (Kdo si to pjesničku zazpívá) nebo samotná metropole regionu, Uherské Hradiště (Když jsem šel z Hradišťa). Oblast Dolňácka v okolí Kyjova, Strážnice a Uherského Hradiště je cílem vinařské turistiky na Moravě.

## Rozdělení
- Uherskohradišťské Dolňácko (zkráceně také Uherskohradišťsko)
- Strážnické Dolňácko (Strážnicko)
- Kyjovské Dolňácko (Kyjovsko)
- Uherskobrodské Dolňácko (Uherskobrodsko), používá se i starší název Záhoří (tento název je dosti rozšířen a mimo území Slovácka existují jiné oblasti pojmenované podobně, např. Hostýnské Záhoří nebo slovenský region Záhorie)

Poznámka: některé prameny uvádějí Uherskobrodsko jako samostatný region, jiné jako specifickou část Dolňácka.